# Ридфор, Жерар де
Жерар де Ридфор (фр. Gerard de Ridefort; ок. 1141, Фландрия — 4 октября 1189, Акра, Палестина) — великий магистр ордена Храма с октября 1184 по 4 октября 1189 года.

## До избрания магистром
Родившийся во Фландрии около 1141 года, Жерар де Ридфор прибыл в Святую землю в начале 1170-х (до 1174). Первое время состоял на службе графа Триполи Раймунда III, однако после ссоры с ним покинул графство и перешёл на королевскую службу.
В 1179 году был назначен королём Балдуином IV на должность маршала королевства. Позже вступил в орден Храма, где в 1183 стал сенешалем. В октябре 1184 года Жерар де Ридфор занимает пост великого магистра ордена Храма.

## Деятельность в качестве великого магистра
Жерар де Ридфор, по свидетельствам современников, был вспыльчив и часто принимал необдуманные решения. Он был одним из сторонников войны с Саладином и крайне резко выступал против попыток заключить с ним мир. Кроме того, де Ридфор находился в дурных отношениях с магистром ордена госпитальеров и представителями высшей знати королевства. Тем не менее, он был известен как хороший оратор, способный убедить других в своей правоте.
В 1187 году Жерар де Ридфор возглавил тамплиеров в походе крестоносцев против Саладина. Перед сражением при Хаттине именно он выступил с идеей марш-броска через выжженную пустыню, в итоге битва была проиграна крестоносцами; вероятнее всего, что свою точку зрения он защищал прежде всего потому, что она противоречила мысли Раймунда Триполийского, с которым у магистра давно были враждебные отношения. Благодаря своим хорошим ораторским способностям де Ридфор смог убедить короля Ги де Лузиньяна в необходимости наступления, которое и было начато 3 июля 1187 года.
В сражении при Хаттине армия крестоносцев была наголову разгромлена, все тамплиеры погибли или были захвачены в плен и позже казнены. Жизнь сохранили лишь Жерару де Ридфору, что впоследствии стало одним из аргументов в знаменитом процессе против тамплиеров. Не исключено, что между магистром и султаном и в самом деле был заключён некий договор. Так или иначе, Жерар де Ридфор некоторое время оставался в плену у мусульман.
Находясь в заложниках, де Ридфор приказал тамплиерам Газы и других крупных крепостей сдать их без боя. После того как храмовники выполнили приказ — они не имели права ослушаться магистра — Жерар де Ридфор был отпущен на свободу. Репутация его среди собственных рыцарей была запятнана: уже само по себе то, что он сдался в плен врагу и остался жив, было нарушением устава ордена. Более того, среди тамплиеров стали ходить слухи о том, что великий магистр ради спасения собственной жизни принял ислам.
После освобождения из плена Жерар де Ридфор пытался восстановить своё доброе имя, принимая участие в военных операциях против мусульман, однако в битве при Акре 4 октября 1189 года был вновь захвачен в плен и обезглавлен.

## В массовой культуре

### В литературе
- Пьер Виймар. «Крестовые походы». — СПб.: Евразия, 2006.

### В кино
- Арн: Рыцарь-тамплиер / Arn: Tempelriddaren (2007; Швеция, Великобритания, Дания, Норвегия, Финляндия, Германия, Марокко) — режиссёр Петер Флинт, в роли Жерара Николас Болтон.
- Арн: Объединенное королевство / Arn: Riket vid vägens slut (2008; Дания, Швеция, Финляндия, Великобритания, Норвегия, Германия) режиссёр Петер Флинт, в роли Жерара Николас Болтон.